# Edward J. Madden
Edward Joseph Madden (Derry (New Hampshire), 19 oktober 1930 – Fountain Hills (Arizona), 19 oktober 2022) was een Amerikaans componist, muziekpedagoog, dirigent, pianist en trombonist.

## Levensloop
Madden studeerde muziektheorie en muziekopleiding aan de Universiteit van New Hampshire (UNH) in Durham en trombone, compositie en orkestdirectie aan de Universiteit van Boston. Hij studeerde compositie bij Robert Manton, Hugo Norden en Gardner Read, trombone bij John Coffey en orkestdirectie bij Richard Burgin.
Hij werd muziekdocent aan verschillende scholen in de regio rond de stad Boston en tegelijkertijd dirigent van diverse schoolharmonieorkesten, zoals de Brookline High School Band en die Spaulding High School Band. Later was hij docent aan de University of Alaska Anchorage in Anchorage, de Universiteit van Boston en de Universiteit van New Hampshire (UNH) in Durham. Samen met Jo Scott richtte hij het Fairbanks Summer Arts Festival op en was 10 jaar hun artistiek leider, fungeerde verder als dirigent, instructeur en trombone solist.
Als freelance trombone en piano solist werkte hij in Boston mee in theaterorkesten (Shubert, Colonial en Wang Center Theatre) in orkesten bij ijsdansshows (Ice Capades, Ice Follies) en in de Ringling Bros. Circus Band. Later richtte hij een bigband op met die hij vele optredens verzorgde in de hele regio New England.
Als arrangeur bewerkte hij veel klassieke muziek voor harmonieorkesten en bigbands. Hij schreef ook een groot aantal eigen werken voor orkesten, harmonieorkesten, bigbands, koren en kamermuziek. Madden is lid van de American Society of Composers, Authors and Publishers (ASCAP).
Edward J. Madden overleed in 2022 op 92-jarige leeftijd.

## Composities

### Werken voor orkest
- 1965 Anthem of Heritage, voor gemengd koor en orkest en/of harmonieorkest
- Fidgety Feet

### Werken voor harmonieorkest
- 1957 A Colonial Rhapsody, voor harmonieorkest
- 1958 Cakewalk for Band
- 1961/1968 Fantasia on a Folk Theme
- 1961 March Symphonique
- 1962 Sinfonia on Jewish Folksongs
- 1964 Flutes, Flutes, Flutes!, voor 3 dwarsfluiten (solo) en harmonieorkest
- 1968 Adagio for Winds
- 1968 Fantasy on a Bell Carol
- 1968 Our Own Thing
- 1968 Symphonic Variations on a Theme by Purcell
- 1970 Rock Movement, voor harmonieorkest en elektrische gitaar, elektrische basgitaar, drumstel
- 1971 The Eve of Saint Agnes, voor piano en harmonieorkest - opgedragen aan Robert Fleming
- 1973 The Gospel Truth
- 1974 March Festivo
- 1975 Concerto, voor jazz-ensemble en harmonieorkest - opgedragen aan Richard Strange
- 1998 Sea Pieces
- 2006 Sinfonia for Band[3]
- A Mighty Fortress Fanfare
- A Wassail Yule
- America
- America the beautiful, voor 2 antifonale trompetten, gemengd koor en harmonieorkest
- Berceuse, voor trombone en harmonieorkest
- Castine
- Chaparral Road, concertmars
- Deidre of the Sorrows
- Elegy, voor tuba en harmonieorkest
- Fantasia on "Gaudeamus Igitur"
- Fidgety Feet
- Goin’ West - An American Portrait
- Jazz Rock Sinfonia
- La Melodia d'Italia
- Londonderry Air (Danny Boy)
- Scottish Idyll
- Prayer of Thanksgiving
- Sibo - The Penobscot River March
- Spirit of the Y(ankee) D(ivision)
- Tanz! (A frailach for band)
- The Book of Kells
- Touchstones, voor spreker en harmonieorkest

### Missen en andere kerkmuziek
- 1972 Our Eternal King, voor gemengd koor en orgel
- 1974 Glory: Music for the 20th Century Mass, voor congregatie, sopraan, alt, tenor, bas, gemengd koor, 2 trompetten, 3 trombones, percussie-groep, piano en orgel[4]
  1. Kyrie
  2. The Nicene Creed
  3. Sanctus
  4. The Lord's Prayer
  5. Christ Our Passover
  6. Gloria

### Vocale muziek

#### Liederen
- 1979 There is Sweet Music Here, voor hoge zangstem (of lage zangstem) en piano - tekst: Alfred Tennyson "The Lotus Eaters"

### Kamermuziek
- 1961 Divertimento, voor viool, cello en piano
- 1978 Concertante, voor viool, dwarsfluit, klarinet en piano
- 1979 A Gentle Air (Air Varie), voor viool (of altviool, of cello) en piano

### Werken voor piano
- 1954-1979 Five Soliloquies